# Coca (község)
Coca egy község Spanyolországban, Segovia tartományban. Coca Navas de Oro, Nava de la Asunción, Santiuste de San Juan Bautista, Fuente de Santa Cruz, Villeguillo, Villaverde de Íscar, Fuente el Olmo de Íscar, Fresneda de Cuéllar és Samboal községekkel határos. Lakosainak száma 1703 fő (2024).

## Története
Ezen a helyen állt egy keltibér település, Cauca. Itt született Nagy Theodosius császár.
A település urai a 15. században a Fonseca család tagjai voltak, akik közül sevillai érsekek is kikerültek. 

## Nevezetességei

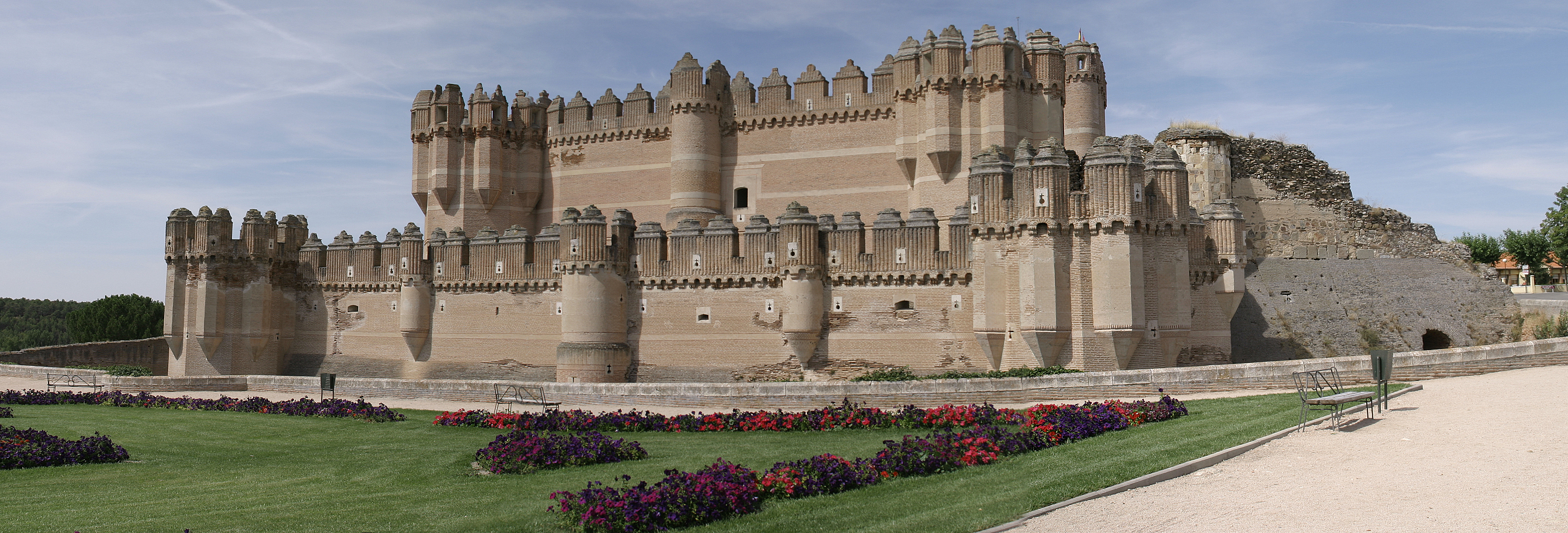
A cocai várkastély

A 15. században épült cocai várat a spanyolországi gótikus-mudéjar várak egyik legszebb példájának tartják.

## Népesség
A település népessége az elmúlt években az alábbi módon változott:
| Lakosok száma | 1953 | 2005 | 2093 | 2131 | 2063 | 1943 | 1826 | 1763 | 1716 | 1703 |
|               | 2001 | 2004 | 2007 | 2009 | 2012 | 2014 | 2017 | 2019 | 2022 | 2024 |